# Alessandra Jovy-Heuser
Alessandra Jovy-Heuser (ur. 22 września 1991 w Starnbergu) – niemiecka siatkarka, grająca na pozycji środkowej. Od sezonu 2012/2013 występuje w niemieckiej Bundeslidze, w drużynie VC Stuttgart.

## Sukcesy klubowe
Puchar Niemiec:
- 2015[1]

Mistrzostwo Niemiec:
- 2010[2]
- 2009, 2015[3]
- 2011